# 樹川さとみ
樹川 さとみ（きかわ さとみ、1967年1月24日 - 2022年5月4日）は、日本の小説家。少女小説を主に執筆した。
日本SF作家クラブ会員だったが、2023年4月現在、会員名簿の「物故会員」欄には名前がない。

## 経歴・人物
鹿児島県生まれ。佐賀大学教育学部特別教科教員養成課程卒業（美術）。佐賀大学SF研究同好会出身。
1988年の大学在学中に第1回ウイングス小説大賞に入選し、『月の女神スゥール・ファルム 永遠の誓い』でデビュー。代表作にコバルト文庫収録の「楽園の魔女たち」シリーズなど。
別名義「仁さとる」でイラストレーターとして活動していた時期もある。
2013年頃、世界的に症例の少ない奇病にかかり、複数の病院に入退院するも、寛解にいたる。
文字入力に親指シフトを使用していることを明かしている。

## 作品リスト

### 集英社スーパーファンタジー文庫
- 星とともに時を超えて（1992年10月）

### ウィングス・ノヴェルス
- 東方幻神異聞（1993年2月）
- 東方幻神異聞 part2（1996年1月）

### コバルト文庫
- 雪月の花嫁（1993年12月）
- 366番目の夜（1994年4月）
- 時の竜と水の指環（前編）（1994年12月）
- 時の竜と水の指環（後編）（1995年2月）
- 太陽の石 月の石（1995年6月）
- 箱のなかの海（1997年12月）
- 楽園の魔女たちシリーズ（1996年 - 2004年）
- エネアドシリーズ
  - エネアドの3つの枝 それでもあなたに恋をする（2005年5月）
  - エネアドの3つの枝 女嫌いの修練士（2005年9月）
  - エネアドの3つの枝 最後の封印（2005年12月）
- ねじまき博士シリーズ
  - ねじまき博士と迷い猫（2006年6月）
  - ねじまき博士と謎のゴースト（2006年10月）
  - ねじまき博士とガラスの時計（2007年2月）
- グランドマスター！シリーズ
  - グランドマスター！ 総長はお嬢さま（2007年月6）
  - グランドマスター！ 呪われた女騎士？（2007年11月）
  - グランドマスター！ 道連れは王子さま（2008年3月）
  - グランドマスター！ のこされた神の郷（2008年7月）
  - グランドマスター！ 姫総長は失業中!?（2008年12月）
  - グランドマスター！ あらたなる旅立ち？（2009年4月）
  - グランドマスター！ 聖都をめざせ（2009年8月）
  - グランドマスター！ 折れた聖杖（2009年10月）
  - グランドマスター！ 刻まれた聖痕（2010年1月）
  - グランドマスター！ 黎明の繭（2010年6月）
  - グランドマスター！ 名もなき勇者の物語（2010年10月）

### 角川スニーカー文庫
- 緋面都市（1996年12月）

### キャンバス文庫
- 風の翼（1998年1月）

### C★novelsファンタジア
- 女神の刻印シリーズ
  - 予言の守護者 女神の刻印1（1998年7月）
  - 永遠の誓い 女神の刻印2（1998年9月）
  - 紫蝶の紡ぐ夢 女神の刻印3（1998年12月）
  - 仮面の聖者 女神の刻印4（1999年7月）

### EXノベルズ
- 穢土（2001年4月）

### 角川ビーンズ文庫
- 死神見習い修行中！（2001年10月）
- 千の翼の都 翡翠の怪盗ミオン（2003年10月）

### 富士見ミステリー文庫
- ブラインド・エスケープ（2002年12月）

### イースト・プレス
- チューリップ革命 ネオ・スイート・ドリーム・ロマンス（2000年1月、アンソロジー参加）「ヴィーナス」
- カサブランカ帝国 百合小説の魅惑（2000年7月、アンソロジー参加）「泡になるまで」

### 自費出版
- 入院してみた 血の海です、と医者が言い。（楽天Kobo・kindle、久下じゅんこ絵 、2016年10月）